# William Wright (orientalist)
William Wright, född den 17 januari 1830 i Bengalen, död den 22 maj 1889 i Cambridge, var en engelsk orientalist.
Wright bedrev universitetsstudier i St Andrews och Halle, blev professor vid University College London 1855 och vid Dublins universitet 1856, anställdes 1861 vid manuskriptavdelningen i British Museum och fick 1870 arabiska professuren i Cambridge. Han blev hedersdoktor vid flera universitet.
Wright utgav bland annat The travels of Ibn Jubayr (på arabiska, 1852; 2:a upplagan av de Goeje 1907), The book of Jonah in four Oriental versions  (1857), Opuscula arabica (1859), A grammar of the Arabic language, engelskbearbetning av Casparis Arabische Grammatik (2 band, 1859-1862; 3:e upplagan, reviderad av W.R. Smith och de Goeje, 1896-98), The Kāmil of el-Mubarrad (del 1-11 1864-1882, del 12 postum, utgiven av de Goeje 1892), The homilies of Aphraates (1869), Apocryphal acts of the apostles (2 bd, 1871), The book of Kalilah and Dimna (syriska, 1884) och Lectures on the comparative grammar of the semitic languages (postum; utgiven av W.R. Smith, 1890).